# Jaroslav Blažek
Jaroslav Blažek (né le 3 août 1896 à Prague, Autriche-Hongrie; mort le 9 août 1976  à Prague, Tchécoslovaquie) était un acteur et un directeur de la photographie tchécoslovaque.

## Filmographie partielle
- 1927 : Le Bataillon de Přemysl Pražský
- 1929 : L'Organiste de la cathédrale Saint-Guy de Martin Frič